# Gotham Independent Film Award al miglior film
Il Gotham Independent Film Award al miglior film (Gotham Independent Film Award for Best Feature) è uno dei premi assegnati annualmente dal 2004 dai Gotham Independent Film Awards.

## Vincitori e candidati
L'elenco mostra il vincitore di ogni anno, seguito dagli altri candidati. Per ogni film sono indicati titolo italiano (se disponibile), titolo originale e regista. Gli anni indicati sono quelli in cui è stato assegnato il premio e non quello in cui è stato interpretato il film. 

### Anni 2000
- 2004[1]
  - Sideways - In viaggio con Jack (Sideways), regia di Alexander Payne
  - Before Sunset - Prima del tramonto (Before Sunset), regia di Richard Linklater
  - Se mi lasci ti cancello (Eternal Sunshine of the Spotless Mind), regia di Michel Gondry
  - I Heart Huckabees - Le strane coincidenze della vita (I ♥ Huckabees), regia di David O. Russell
  - Primer, regia di Shane Carruth
- 2005[2]
  - Truman Capote - A sangue freddo (Capote), regia di Bennett Miller
  - I segreti di Brokeback Mountain (Brokeback Mountain), regia di Ang Lee
  - A History of Violence, regia di David Cronenberg
  - Due madri per una figlia (Keane), regia di Lodge Kerrigan
  - Me and You and Everyone We Know, regia di Miranda July
- 2006[3]
  - Half Nelson, regia di Ryan Fleck
  - The Departed - Il bene e il male (The Departed), regia di Martin Scorsese
  - Little Children, regia di Todd Field
  - Marie Antoinette, regia di Sofia Coppola
  - Old Joy, regia di Kelly Reichardt
- 2007[4]
  - Into the Wild - Nelle terre selvagge (Into the Wild), regia di Sean Penn
  - Great World of Sound, regia di Craig Zobel
  - Io non sono qui (I'm Not There), regia di Todd Haynes
  - Il matrimonio di mia sorella (Margot at the Wedding), regia di Noah Baumbach
  - Il destino nel nome - The Namesake (The Namesake), regia di Mira Nair
- 2008[5]
  - Frozen River - Fiume di ghiaccio (Frozen River), regia di Courtney Hunt
  - Synecdoche, New York, regia di Charlie Kaufman
  - L'ospite inatteso (The Visitor), regia di Tom McCarthy
  - The Wrestler, regia di Darren Aronofsky
  - Ballast, regia di Lance Hammer
- 2009[6]
  - The Hurt Locker, regia di Kathryn Bigelow
  - A Serious Man, regia di Joel ed Ethan Coen
  - Amreeka, regia di Cherien Dabis
  - Big Fan, regia di Robert D. Siegel
  - Affetti & dispetti (La nana), regia di Sebastián Silva

### Anni 2010
- 2010[7]
  - Un gelido inverno (Winter's Bone), regia di Debra Granik
  - Il cigno nero (Black Swan), regia di Darren Aronofsky
  - I ragazzi stanno bene (The Kids Are All Right), regia di Lisa Cholodenko
  - Blood Story (Let Me In), regia di Matt Reeves
  - Blue Valentine, regia di Derek Cianfrance
- 2011[8][9]
  - The Tree of Life, regia di Terrence Malick
  - Beginners, regia di Mike Mills
  - Meek's Cutoff, regia di Kelly Reichardt
  - Paradiso amaro (The Descendants), regia di Alexander Payne
  - Take Shelter, regia di Jeff Nichols
- 2012[10][11]
  - Moonrise Kingdom - Una fuga d'amore (Moonrise Kingdom), regia di Wes Anderson
  - Bernie, regia di Richard Linklater
  - The Loneliest Planet, regia di Julia Loktev
  - The Master, regia di Paul Thomas Anderson
  - Middle of Nowhere, regia di Ava DuVernay
- 2013[12][13]
  - A proposito di Davis (Inside Llewyn Davis), regia di Joel ed Ethan Coen
  - 12 anni schiavo (12 Years a Slave), regia di Steve McQueen
  - Upstream Color, regia di Shane Carruth
  - Before Midnight, regia di Richard Linklater
  - Senza santi in paradiso (Ain't Them Bodies Saints), regia di David Lowery
- 2014[14][15]
  - Birdman, regia di Alejandro González Iñárritu
  - Boyhood, regia di Richard Linklater
  - Grand Budapest Hotel (The Grand Budapest Hotel), regia di Wes Anderson
  - I toni dell'amore - Love Is Strange (Love Is Strange), regia di Ira Sachs
  - Under the Skin, regia di Jonathan Glazer
- 2015[16][17]
  - Il caso Spotlight (Spotlight), regia di Thomas McCarthy
  - Carol, regia di Patricia Highsmith
  - Diario di una teenager (The Diary of a Teenage Girl), regia di Marielle Heller
  - Heaven Knows What, regia di Josh e Benny Safdie
  - Tangerine, regia di Sean Baker
- 2016[18][19]
  - Moonlight, regia di Barry Jenkins
  - Certain Women, regia di Kelly Reichardt
  - Tutti vogliono qualcosa (Everybody Wants Some!!), regia di Richard Linklater
  - Manchester by the Sea, regia di Kenneth Lonergan
  - Paterson, regia di Jim Jarmusch
- 2017[20][21]
  - Chiamami col tuo nome (Call Me by Your Name), regia di Luca Guadagnino
  - Un sogno chiamato Florida (The Florida Project), regia di Sean Baker
  - Scappa - Get Out (Get Out), regia di Jordan Peele
  - Good Time, regia di Josh e Benny Safdie
  - Tonya (I, Tonya), regia di Craig Gillespie
- 2018[22][23]
  - The Rider - Il sogno di un cowboy (The Rider), regia di Chloé Zhao
  - La favorita (The Favourite), regia di Yorgos Lanthimos
  - First Reformed - La creazione a rischio (First Reformed), regia di Paul Schrader
  - Se la strada potesse parlare (If Beale Street Could Talk), regia di Barry Jenkins
  - Madeline's Madeline, regia di Josephine Decker
- 2019[24]
  - Storia di un matrimonio (Marriage Story), regia di Noah Baumbach
  - Diamanti grezzi (Uncut Gems), regia di Josh e Benny Safdie
  - The Farewell - Una bugia buona (The Farewell), regia di Lulu Wang
  - Le ragazze di Wall Street - Business Is Business (Hustlers), regia di Lorene Scafaria
  - Waves, regia di Trey Edward Shults

### Anni 2020
- 2020[25][26]
  - Nomadland, regia di Chloé Zhao
  - The Assistant, regia di Kitty Green
  - First Cow, regia di Kelly Reichardt
  - Mai raramente a volte sempre (Never Rarely Sometimes Always), regia di Eliza Hittman
  - Relic, regia di Natalie Erika James
- 2021[27]
  - La figlia oscura (The Lost Daughter), regia di Maggie Gyllenhaal
  - Sir Gawain e il Cavaliere Verde (The Green Knight), regia di David Lowery
  - Due donne - Passing (Passing), regia di Rebecca Hall
  - Pig, regia di Michael Sarnoski
  - Test Pattern, regia di  Shatara Michelle Ford
- 2022[28][29]
  - Everything Everywhere All at Once, regia di Daniel Kwan e Daniel Scheinert
  - Aftersun, regia di Charlotte Wells
  - The Cathedral, regia di Ricky D'Ambrose
  - Dos Estaciones, regia di Juan Pablo González
  - Tár, regia di Todd Field
- 2023[30][31]
  - Past Lives, regia di Celine Song
  - Passages, regia di Ira Sachs
  - Reality, regia di Tina Satter
  - Showing Up , regia di Kelly Reichardt
  - A Thousand and One, regia di A. V. Rockwell
- 2024[32]
  - A Different Man, regia di Aaron Schimberg
  - Anora, regia di Sean Baker
  - Babygirl, regia di Halina Reijn
  - Challengers, regia di Luca Guadagnino
  - Nickel Boys, regia di RaMell Ross